# Hilda Dresen
Hilda Dresen (11 de mayo de 1896 - 5 de febrero de 1981) fue una radiotelegrafista y traductora esperantista de Estonia. Tradujo principalmente poesías estonias al esperanto.
Empezó a estudiar esperanto en 1913.
También hizo colaboraciones, por ejemplo, para Literatura Mondo, La Nica Literatura Revuo, Norda Prismo (1955-1972).
En 1967, también publicó su propia colección de poesía Norda Naturo ('Naturaleza del Norte').